# Fisherman’s Wharf

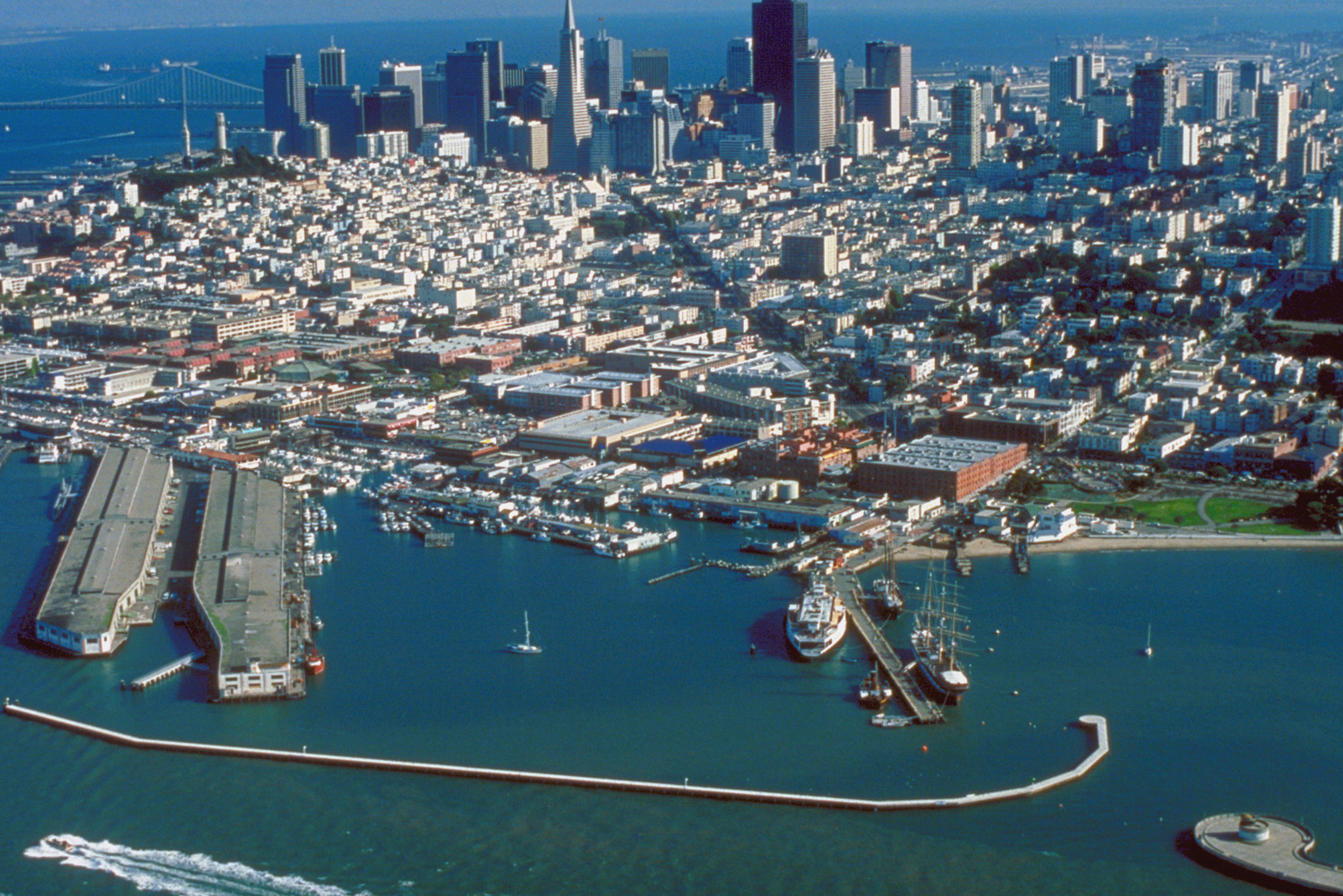
Luftaufnahme vom Hafenviertel Fisherman’s Wharf

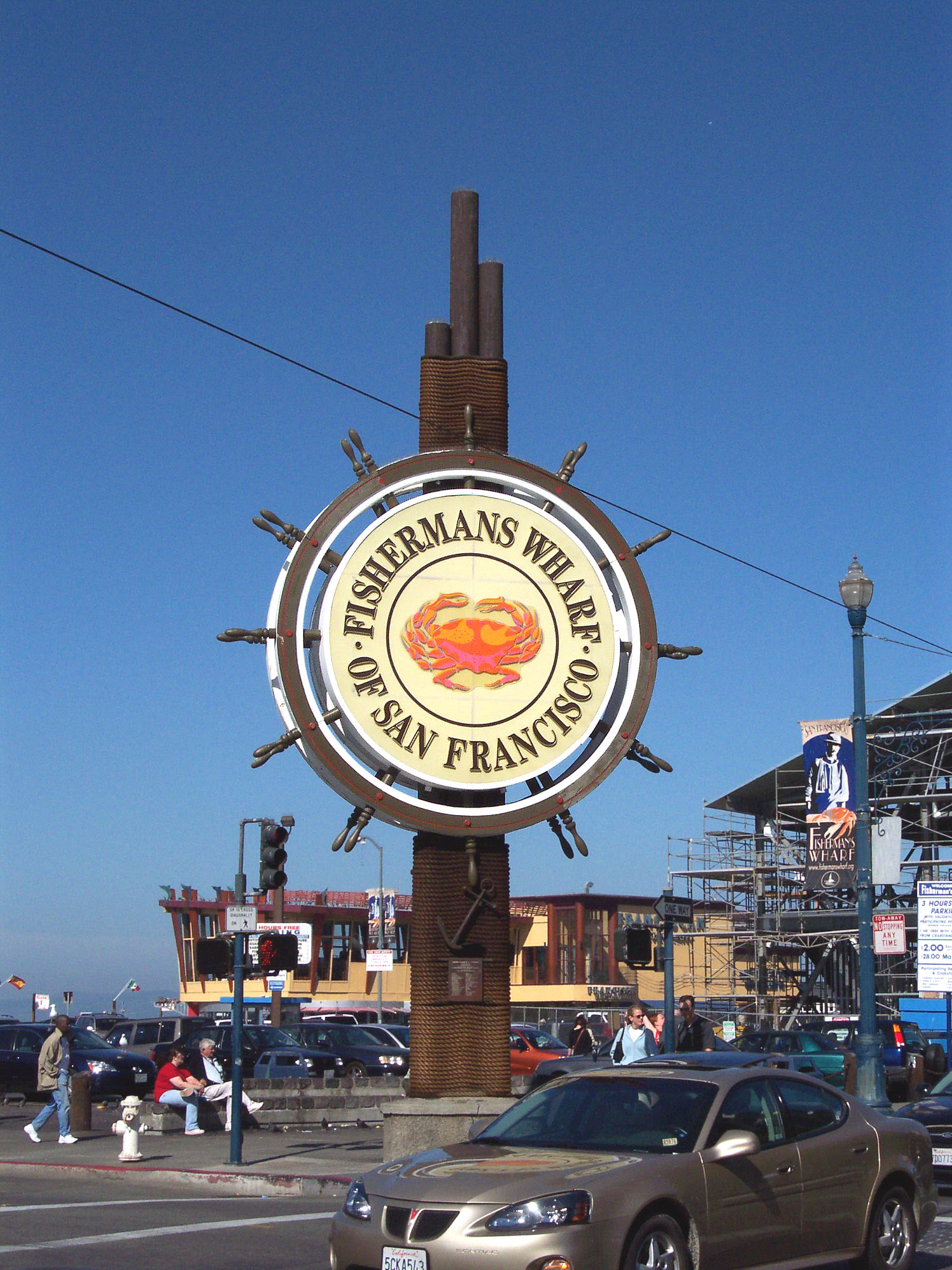
Logo von Fisherman’s Wharf mit Krabben-Symbol

Fisherman’s Wharf ist ein Hafenviertel im Nordosten von San Francisco im US-Bundesstaat Kalifornien. Es erstreckt sich entlang der Nordküste von der Van Ness Avenue im Westen bis zur Kearny Street im Osten.
Fisherman’s Wharf zählt zu den Haupttouristenattraktionen in San Francisco, da viele der beliebtesten Sehenswürdigkeiten dort beheimatet sind. Etwa das Pier 39 oder The Cannery, eine alte Konservenfabrik der Firma Del Monte. Ebenso dort vertreten sind ein Wachsfigurenmuseum und der Ghirardelli Square, eine alte Schokoladenfabrik, sowie Ripley’s Believe It or Not!, eine Kuriositätenausstellung. Am Pier 45 liegen die beiden Museumsschiffe Pampanito und Jeremiah O’Brien vor Anker.
Das Hafenviertel ist geprägt von Restaurants, die bekannt sind für ihre Fisch- und Meeresfrüchte-Spezialitäten. Daneben haben sich viele Geschäfte, Galerien und Museen niedergelassen. Von Fisherman’s Wharf aus starten auch die Fähren nach Alcatraz. Außerdem liegen weitere beliebte Ziele wie Chinatown, der Cable-Car-Turn-around am Ende der Powell-Hyde-Line, der Maritime National Historical Park oder die Lombard Street in unmittelbarer Nähe.
Entstanden ist Fisherman’s Wharf um 1900 durch die Ansiedlung italienischer Fischer. Seit den 1950er Jahren entwickelte sich das Viertel zu einem Touristengebiet von San Francisco, das mittlerweile mehr Besucher verzeichnet als die Golden Gate Bridge oder Chinatown. Viele große Hotels befinden sich daher am Rande von Fisherman’s Wharf. Im Sommer werden viele Open-Air-Veranstaltungen auf den Straßen abgehalten sowie Flohmärkte und Livekonzerte organisiert.
Am 23. Mai 2020 brach ein Feuer auf dem Pier 45 aus, wodurch ein großes Fisch-Warenlager teilweise zerstört wurde.